# Cosacos Rojos
Los Cosacos Rojos (en ucraniano: Червоне козацтво) (transliterado: Chervone kozatstvo) fueron un conjunto de fuerzas creadas para la protección del régimen soviético en Ucrania y para luchar contra La Rada Central Ucraniana. La formación de los regimientos de Cosacos Rojos fue el primer intento de formación del Ejército Rojo de obreros y campesinos en Ucrania. A diferencia de las tropas de Guardias Rojos, que eran mantenidas por los sectores productivos, los Cosacos Rojos eran directamente por el gobierno soviético. Los mandos de tropa no eran por elección, sino por nombramiento.
La formación de la unidad militar se hizo a instancia del Secretariado de Asuntos Militares. Como Comisario para la organización de los Regimientos Cosacos Rojos se nombró a Vitaly Primakov. El primer regimiento de Cosacos Rojos se creó en Járkov el 28 de diciembre de 1917, al mando de Vitaly Primakov. El 20 de enero de 1918, el Soviet del Gobierno de Ucrania promulga un decreto para la organización del Ejército Revolucionario Socialista de Cosacos Rojos. Siguiendo el ejemplo de Járkov, se forman fuerzas de Cosacos Rojos en Kiev, Poltava y en las partes más pobladas de las gobernaciones de Járkov y Poltava. 
El primer Regimiento de Cosacos Rojos salió el 4 de enero de 1918 de Járkov, junto con las fuerzas del Ejército Rojo, para enfrentarse a las fuerzas de la Rada Central Ucraniana, tomando Poltava el 6 de enero de 1918 y Kiev el 26 de enero de 1918.

## Fotos y documentos

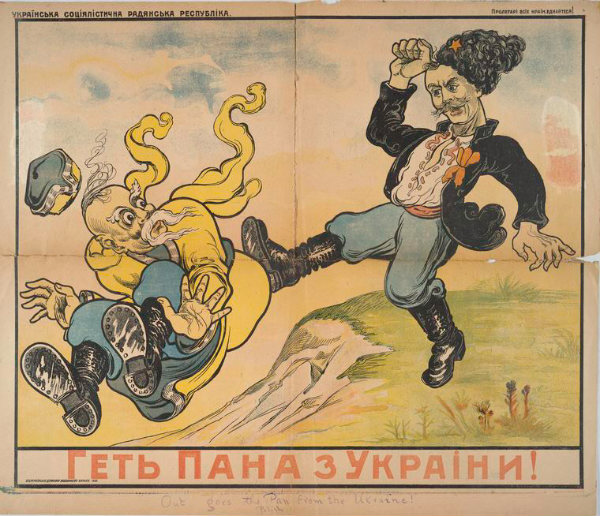